# Giarmata

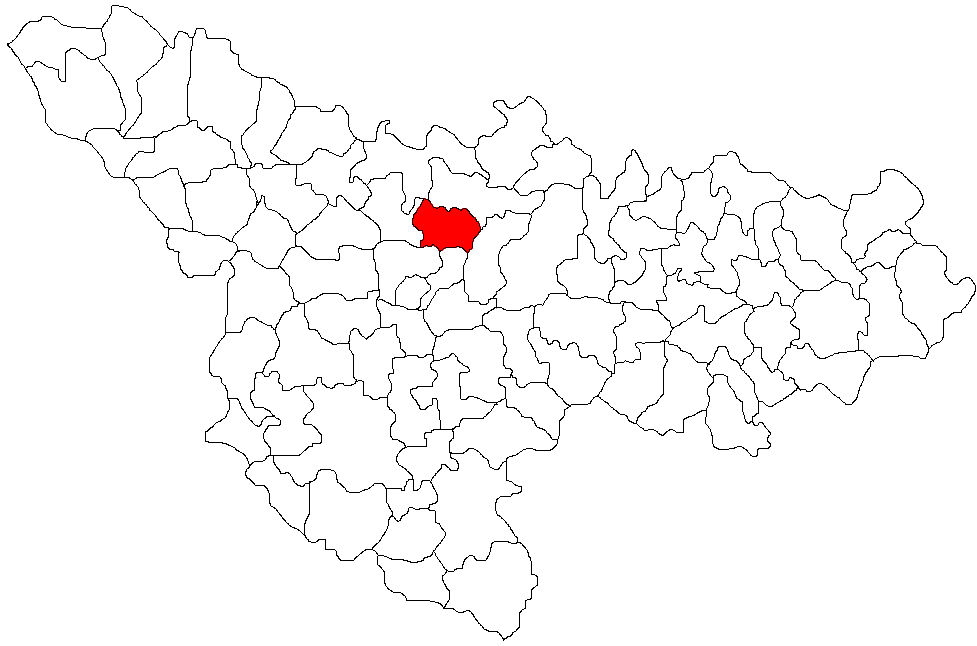
Lage der Gemeinde Giarmata im Kreis Timiș

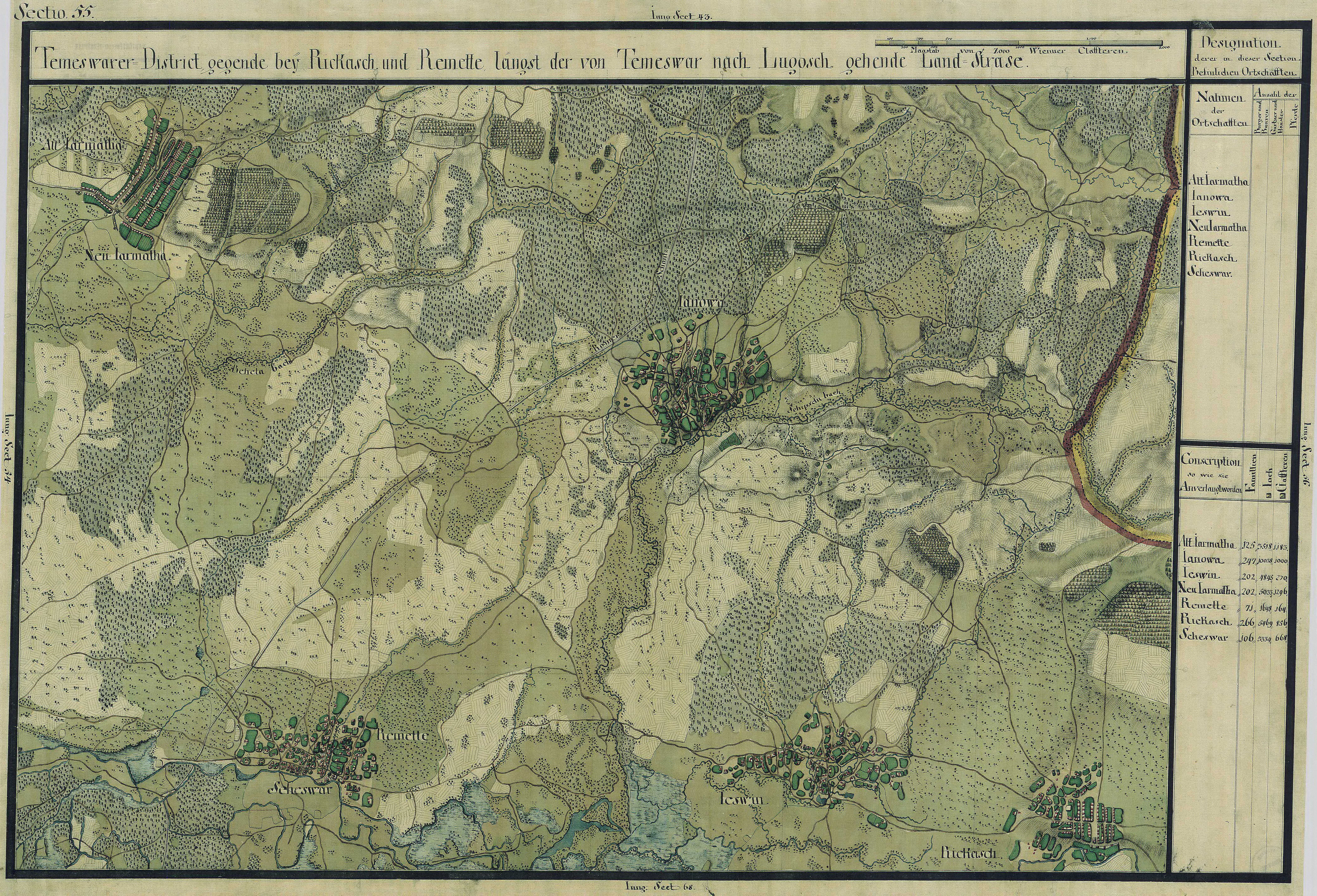
Giarmata auf der Josephinischen Landaufnahme (1769–1772)

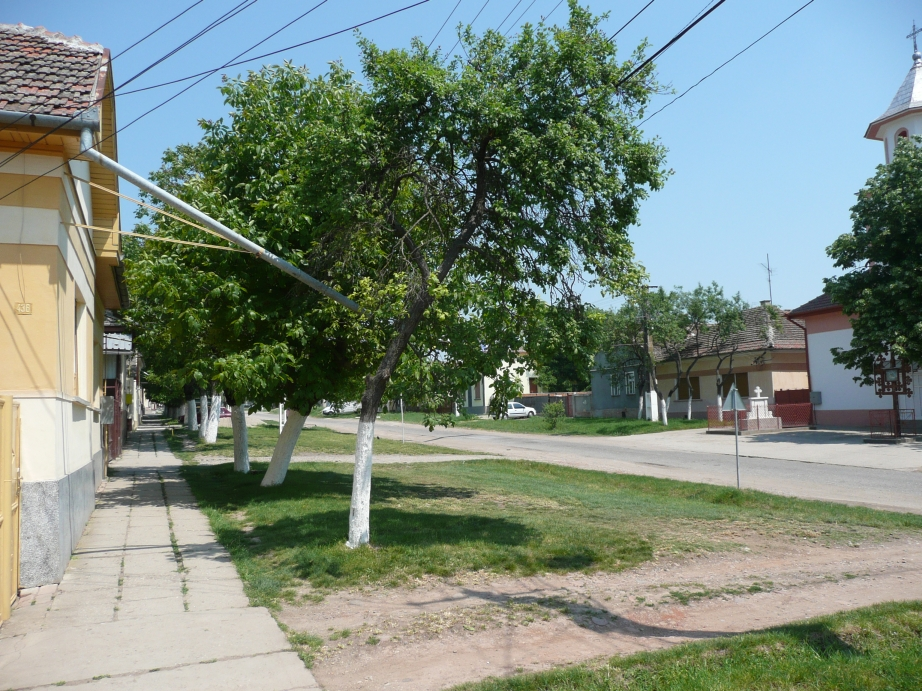
Typischer Straßenzug in Giarmata

Giarmata (deutsch Jahrmarkt, ungarisch Temesgyarmat) ist eine Gemeinde im westlichen Rumänien, im Kreis Timiș in der Region Banat, zehn Kilometer nordöstlich von der Kreishauptstadt Timișoara entfernt. Der Flughafen Timișoara (IATA: TSR) liegt in unmittelbarer Nähe des Ortes.

## Nachbarorte
| Sânandrei  | Pișchia                                     | Fibiș        |
| Cerneteaz  | Kompassrose, die auf Nachbargemeinden zeigt | Ianova       |
| Dumbrăvița | Ghiroda                                     | Remetea Mare |

## Geschichte
Giarmata wurde urkundlich erstmals in den päpstlichen Zehentregistern aus den Jahren 1334–1335 erwähnt. 1716, nach der Eroberung Temeswars durch Prinz Eugen von Savoyen, erscheint Giarmata in den Akten des Wiener Hofkammerarchivs unter dem Namen "Jarmatha".
Die Besiedlung von Giarmata durch Deutsche begann 1722 mit circa 20 Familien / 100 Personen aus der Rheingegend um Mainz. In der hochtheresianischen Ansiedlungsperiode wurde der Ort zwischen 1763 und 1765 durch den Sanktandreser Verwalter Josef Franz Knoll erweitert.
Am 4. Juni 1920 wurde das Banat infolge des Vertrags von Trianon dreigeteilt. Der größte, östliche Teil, zu dem auch Jahrmarkt gehörte, fiel an Rumänien. 1940 erreichte die deutschstämmige Bevölkerung von Giarmata mit 5046 Personen ihre größte Stärke. Durch Deportation und mehrere Auswanderungswellen nahm seit dem Ende des Zweiten Weltkrieges die deutschstämmige Bevölkerung des Ortes stetig ab. 2008 lebten noch fünf deutsche Einwohner in Giarmata.

Die Grabinschriften des Friedhofes von Giarmata sind häufig in deutscher Sprache

Die Grabinschriften auf den beiden Friedhöfen des Ortes zeugen von der deutschen Vergangenheit des Ortes.

## Persönlichkeiten
- Maria Ebner (1920–2007), Heimatdichterin[4]
- Franz Frombach (1929–1999), Mundartautor
- Peter Grosz (1947–2024), Schriftsteller
- Luzian Geier (* 1948), Biologielehrer, Journalist, Heimatforscher[5]
- Helmuth Mojem (* 1961), Germanist und Honorarprofessor an der Universität Tübingen

## Demographie
| 1880 | 6165 | 1385 | 133 | 4578 | 69              |
| 1910 | 6599 | 1482 | 174 | 4826 | 117             |
| 1966 | 6147 | 2375 | 59  | 3681 | 32              |
| 1977 | 6333 | 2749 | 108 | 3417 | 59              |
| 1992 | 5162 | 4923 | 89  | 80   | 70              |
| 2002 | 5407 | 5210 | 123 | 21   | 53              |
| 2011 | 6502 | 5763 | 64  | 15   | 660 (107 Roma)  |
| 2021 | 6831 | 5723 | 36  | 10   | 1062 (109 Roma) |

## Legende
Das Zentrum vom Giarmata bildet der "Große Brunnen". Hier soll Prinz Eugen von Savoyen sein Schwert in eine Eiche gestoßen haben, der dann frisches Trinkwasser für ihn und seine Soldaten entsprungen sein soll. Die deutschstämmigen Einwohner von Giarmata geben diese Legende bis heute in teils verklärenden Gedichten und Liedern weiter, z. B. „Stolz um Prinz Eugens Brunnen, da liegt mein Dorf so schön, ringsum nur reiche Felder und sanfte Rebenhöh’n.“